# Zinaida Portnova
Zinaida Martynovna Portnova (in russo Зинаида Мартыновна Портнова?; Leningrado, 20 febbraio 1926 – Obol', 15 gennaio 1944) è stata una partigiana sovietica, insignita postuma del titolo di Eroina dell'Unione Sovietica.

## Biografia
Zinaida nacque a Leningrado il 20 febbraio 1926, figlia di una famiglia di operai bielorussi (suo padre lavorava nelle officine di Kirov). Era una studentessa di seconda media alla 385ª scuola di Leningrado nel 1941, quando partì per la casa di sua nonna nella regione di Vicebsk. Non molto tempo dopo, la Germania nazista invase l'Unione Sovietica. Le truppe naziste picchiarono sua nonna mentre stavano confiscando del bestiame, e ciò la portò a odiare i tedeschi.
Nel 1942 Zinaida si unisce al movimento di resistenza bielorusso, diventando membro del Komsomol, organizzazione clandestina locale a Obol, Regione di Vicebsk, chiamata "Giovani vendicatori". Inizia distribuendo volantini di propaganda sovietica nella Bielorussia occupata dai tedeschi, raccogliendo e nascondendo armi per i soldati sovietici e informando sui movimenti delle truppe naziste. Dopo aver appreso come usare armi ed esplosivi dai membri più anziani del gruppo, Zinaida partecipa ad azioni di sabotaggio presso una centrale elettrica locale e una fabbrica di mattoni. Si stima che queste operazioni abbiano comportato l'uccisione di più di 100 soldati tedeschi.
Nel 1943 fu assunta come aiutante di cucina a Obol'. Ad agosto, avvelenò il rancio destinato alla guarnigione nazista. Sospettata, mangiò parte del cibo davanti ai nazisti per dimostrare che non fosse avvelenato; il veleno non fece subito effetto e fu rilasciata. Si ammalò però, vomitando pesantemente, ma si riprese dopo aver bevuto siero di latte. Il giorno successivo non tornò al lavoro; i tedeschi si resero conto che probabilmente era stata lei e cominciarono a cercarla. Per evitarli, divenne scout dell'unità partigiana intitolata a Kliment Vorošilov. In una lettera inviata quel mese ai suoi genitori scrisse di essere "in un'unità partigiana che combatte i nazisti". Nell'ottobre 1943 Zinaida si unì al Komsomol.
Nel dicembre 1943 o gennaio 1944 Zinaida fu rimandata a Obol per infiltrarsi nella guarnigione e scoprire il motivo dei recenti fallimenti dei "Giovani Vendicatori", e per individuare e contattare i membri rimanenti. Fu catturata, ma fuggì. I resoconti della sua fuga variano: secondo uno di questi, durante l'interrogatorio della Gestapo nel villaggio di Gorjany, prese la pistola dell'investigatore dal tavolo e lo uccise; quando due soldati tedeschi entrarono sparò anche a loro. Fuggì nel bosco, dove fu catturata.
In un'altra versione l'interrogatore della Gestapo, in un impeto di rabbia, gettò la sua pistola sul tavolo dopo aver minacciato di spararle. Presa la pistola, Zinaida gli sparò. Nella fuga sparò a una guardia nel corridoio e a un'altra nel cortile. Fu catturata quando le si inceppò la pistola mentre tentava di sparare a un'altra guardia che le bloccava l'uscita.
Zinaida fu torturata, forse per ottenere informazioni. Poi fu condotta nella foresta e giustiziata o uccisa sotto tortura il 15 gennaio 1944.

## Riconoscimenti e memoria
Il 1º luglio 1958, Zinaida fu dichiarata postuma Eroina dell'Unione Sovietica dal Presidium del Soviet Supremo. Ricevette anche l'Ordine di Lenin. Nel 1969 il villaggio di Zuja le ha dedicato una targa commemorativa. Numerosi gruppi di giovani pionieri furono chiamati col suo nome, in suo onore.
A Zinaida sono state intitolate molte squadre e gruppi scolastici, così come il museo del Komsomol, situato sull'autostrada tra Polack e Vicebsk, e una scuola a San Pietroburgo. Ci sono due monumenti a lei, un busto a Minsk e un obelisco nel villaggio di Obol'.